# پاپا کامارا
پاپا کامارا (انگلیسی: Papa Camara; ۱۹۵۲ – ۴ ژانویهٔ ۲۰۱۸) بازیکن فوتبال اهل گینه بود.
وی همچنین در تیم ملی فوتبال گینه بازی کرده است.